# Pauline de Beaumont
Pour les articles homonymes, voir Beaumont.
Pauline de Montmorin Saint-Hérem, comtesse de Beaumont, née le 20 août 1768 à Mussy-sur-Seine et morte le 4 novembre 1803 à Rome, est une femme du monde et femme de lettres, surtout connue pour avoir été la maîtresse de François-René de Chateaubriand et pour avoir tenu un salon littéraire où se retrouvaient les plus brillants intellectuels de Paris au crépuscule du siècle des Lumières.

## Biographie
Marie-Michelle-Frédérique-Ulrique-Pauline de Beaumont est la fille du comte Armand-Marc de Montmorin, diplomate puis ministre des Affaires étrangères de Louis XVI, et de Françoise-Gabrielle de Tanes.
Élevée au couvent de Penthemont, elle n'en sort que pour être mariée en septembre 1786, à 18 ans, à Christophe-François, comte de Beaumont (1770-1851 ; fils du marquis Abraham-Jacques de Beaumont, 1743-1819), un jeune écervelé de 15 ans et demi qui deviendra officier. Le mariage est une catastrophe et le couple se sépare après quelques mois.
La chute de la monarchie sera pour les Montmorin une véritable tragédie familiale. Le père de Pauline, l'un des derniers conseillers de Louis XVI, emprisonné après le 10 août 1792, est assassiné par la foule lors des massacres de septembre. Son frère aîné périt en mer en 1793. Sa sœur aînée Victoire de Montmorin, mariée au vicomte de La Luzerne, fils du ministre de la Marine, quitte son mari et se console dans les bras de Michel de Trudaine (le petit-fils de Daniel et le fils de Philibert Trudaine) dont elle a une fille.
Face aux périls qui les guettent, les Montmorin se réfugient en Bourgogne auprès de la comtesse Anne-Louise de Sérilly (née Thomas de Domangeville : une cousine, dont Armand de Montmorin avait été le tuteur) et de son mari, Antoine Jean-François Mégret comte de Sérilly (1746-1794), trésorier de l'Extraordinaire des guerres et fils aîné d’Antoine Mégret d'Étigny, intendant de la généralité de Gascogne, Béarn et Navarre (1719-1767). Néanmoins les Sérilly et les Montmorin sont arrêtés. Son état de santé déplorable – notamment sa maigreur et sa pâleur – permettent à Pauline d’échapper malgré elle à l'arrestation. Mais, refusant d'être séparée des siens, la jeune femme n'hésite pas à monter dans la voiture qui doit ramener les prisonniers à Paris.
Sa sœur Victoire, devenue folle, meurt en prison. Sa mère, que les épreuves ont vieillie d'un coup, son frère, leurs cousins Sérilly et d'Étigny passent devant le Tribunal révolutionnaire en même temps que Madame Élisabeth, sœur de Louis XVI. Tous sont condamnés à mort et exécutés le 10 mai 1794. Chaque fois qu'une tête tombe le jeune Calixte de Sérilly crie « Vive le roi ! » mais sa voix s'étrangle quand la 19e victime est exécutée : c'est sa mère ! Il monte ensuite à l'échafaud en baisant un ruban appartenant à la dame de ses pensées. Seule la comtesse de Sérilly échappe à la mort. Ayant appris son possible état de grossesse qu'elle préférait taire pour mourir avec son mari, la princesse Élisabeth la convainquit de changer d'avis et de le déclarer aux autorités, ce qui lui sauva la vie.
Pauline, restée en Bourgogne, est recueillie par des paysans de Passy, les Paquereau, puis par le philosophe Joseph Joubert qui, d'une affection amoureuse qui durera toute sa vie, la protège. Elle retrouve là ses cousins, Anne-Louise de Sérilly et François de Pange, qui se marient en janvier 1796. Mais les épreuves ont affaibli le jeune homme de 30 ans qui meurt quelques mois plus tard. La courageuse comtesse de Sérilly survivra de peu à son second mari. Elle épouse en troisièmes noces le marquis de Montesquiou qui meurt de la variole noire. Ayant assisté son mari jusqu'au bout, la comtesse Anne-Louise s'éteint à l'âge de 36 ans le 17 avril 1799 veillée par Pauline.

Pauline se sait aussi atteinte de la tuberculose et cherche donc à jouir de la vie. C'est chez Joubert, dans sa maison de Villeneuve-sur-Yonne, qu'elle rencontre Chateaubriand pour la première fois. Sa faiblesse physique jointe à sa beauté en fait pour l'écrivain, qui l'appelle « l'Hirondelle », l'incarnation de l'amour romantique : 

« Madame de Beaumont, plutôt mal que bien de figure, est fort ressemblante dans un portrait fait par madame Lebrun. Son visage était amaigri et pâle ; ses yeux, coupés en amande, auraient peut-être jeté trop d’éclat, si une suavité extraordinaire n’eût éteint à demi ses regards en les faisant briller languissamment, comme un rayon de lumière s’adoucit en traversant le cristal de l’eau. Son caractère avait une sorte de roideur et d’impatience qui tenait à la force de ses sentiments et au mal intérieur qu’elle éprouvait. Âme élevée, courage grand, elle était née pour le monde d’où son esprit s’était retiré par choix et malheur ; mais quand une voix amie appelait au dehors cette intelligence solitaire, elle venait et vous disait quelques paroles du ciel. »

Elle-même a une grande admiration pour les talents littéraires de son amant : 

« il y a là, une sorte de miracle ; le secret de l’enchanteur est de s’enchanter lui-même ; il vous fait fondre en larmes et pleure lui-même. »

Pauline divorce alors de son mari dont elle est séparée depuis quinze ans.
Elle rassemble dans sa maison, près du Palais du Luxembourg, les espoirs littéraires et politiques de son temps : outre Chateaubriand et Joubert, on y retrouve Fontanes, le comte Molé, mais aussi de jeunes gens moins connus comme Ambroise Rendu et Philibert Guéneau de Mussy, futurs hauts fonctionnaires de l'Instruction publique et pour l'heure rédacteurs au Mercure de France.
Pauline de Beaumont vit en pleine contradiction sa liaison avec Chateaubriand : lui qui rédige le Génie du christianisme est alors le héraut de la renaissance catholique. Elle, éduquée dans les principes moraux de Pierre Nicole, a une spiritualité forte. Néanmoins, les mœurs de l'époque étant assez libres, leur liaison peut avoir lieu au grand jour.
Les deux amants se retirent un temps à Savigny-sur-Orge, où Chateaubriand travaille au Génie tandis que Pauline recopie la documentation qui lui est nécessaire. Elle se lie d'amitié avec la sœur préférée de Chateaubriand, Lucile. Mais Chateaubriand réussit à obtenir le poste de Premier Secrétaire d'Ambassade à Rome en 1803, sous l'autorité du cardinal Fesch, oncle de Napoléon, ambassadeur. Il part donc, laissant Pauline de Beaumont derrière lui. Elle est effondrée, d'autant plus qu'elle est de plus en plus malade et qu'elle se rend compte que son amant l'a délaissée pour Delphine de Custine. Elle part faire une cure au Mont-Dore, puis décide de rejoindre son amant pour mourir auprès de lui.

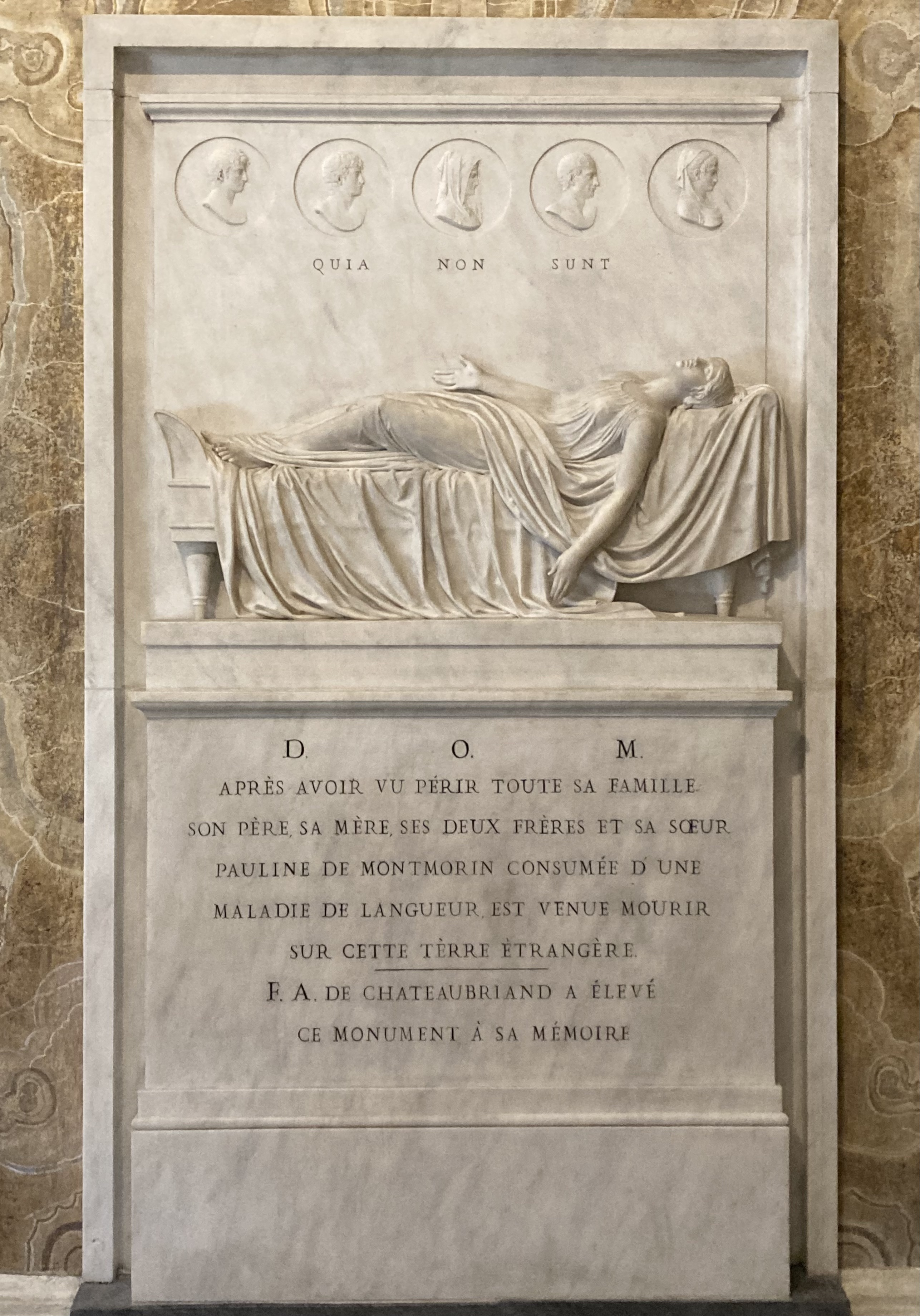
Mémorial de Pauline de Beaumont à Rome.

Pauline de Beaumont arrive en Italie et Chateaubriand, touché par le geste et l'état déplorable de sa santé, se montre plein de délicatesse. Il va la chercher à Florence et loue pour elle à Rome une petite maison au pied de l'église de la Trinité-des-Monts. Son malheur touche la société romaine au lieu de la choquer. Chateaubriand accepte sans gêne de jouer le rôle du garde-malade, quitte à travestir la réalité.

Elle meurt de phtisie le 4 novembre 1803 dans les bras de son amant. Chateaubriand évoque ses derniers instants : 

« Nous la soutenions dans nos bras, moi, le médecin et la garde ; une de mes mains se trouvait appuyée sur son cœur qui touchait à ses légers ossements ; il palpitait avec rapidité comme une montre qui dévide sa chaîne brisée ; nous inclinâmes sur son oreiller la femme arrivée au repos ; elle pencha la tête, quelques boucles de ses cheveux déroulés tombaient sur son front ses yeux étaient fermés, la nuit éternelle était descendue. (…) Tout était fini. »

La cérémonie funèbre a lieu à l'église Saint-Louis-des-Français, en présence de toute la société française de Rome. La princesse Borghese (Pauline Bonaparte, sœur du  premier consul), offre sa voiture pour le cortège. Chateaubriand fait édifier un monument par le sculpteur Marin dans l'église. Pauline de Beaumont y est représentée couchée sur son lit. L'épitaphe porte ces mots : 
« Après avoir vu périr toute sa famille, son père, sa mère, ses deux frères et sa sœur, Pauline de Montmorin consumée d’une maladie de langueur, était venue mourir sur cette terre étrangère. F. A. de Chateaubriand a élevé ce monument à sa mémoire. »

## Hommage
- Il existe une rue Pauline-de-Beaumont à Montignac-Lascaux  (Dordogne).